# William Monroe Trotter
William Monroe Trotter, né le 7 avril 1872 à Chillicothe dans l'État de l'Ohio, mort le 7 avril 1934, à Boston dans l'État du Massachusetts, est un journaliste américain, directeur de publication du Boston Guardian (en)  et un militant afro-américain pour l'égalité des droits civiques, repreneur de la National Equal Rights League (en) en 1908.

## Biographie

### Jeunesse et formation
William Monroe Trotter, est le fils de James Monroe Trotter (en), qui combattit, lors de la guerre de Sécession, au sein du 55th Massachusetts Infantry Regiment (en), qui finit la guerre avec le grade second lieutenant, et d'une esclave affranchie Virginia Isaacs Trotter,,,,,.
William Monroe Trotter grandit à Hyde Park, quartier de la haute bourgeoisie de Boston. Son père et sa mère sont très impliqués dans le mouvement pour l'égalité des droits civiques et la fin de la ségrégation, passion de militants transmise à William Monroe.
Son père soutient la candidature de Grover Cleveland pour la campagne des présidentielles de 1884, ce dernier, une fois Président, le nomme en 1886 Recorder of deeds (en)/ actuaire aux archives de Washington, ce qui est le plus haut poste qu'un Afro-Américain pouvait obtenir dans l'administration fédérale,,.
Après ses études secondaires à la Hyde Park High School (Massachusetts) (en) avec le titre de Valedictorian, il est admis à l'université Harvard,,.
En 1895, il obtient son Bachelor of Arts (licence) avec la mention cum laude, et en 1896, il soutient avec succès son Master of Arts (mastère 2),,,.
Il est le premier Afro-Américain à être reçu au sein de la fraternité Phi Beta Kappa de Harvard,.

### Carrière
Après avoir travaillé avec son père aux archives de Washington, il fonde en 1901 le Boston Guardian avec George W. Forbes (en), un membre de la Racial Protective Association du Massachusetts, le premier numéro parait le 9 novembre 1901,,.
William Monroe Trotter choisit d'implanter les locaux du Boston Guardian, dans le même immeuble où avait été installé The Liberator (newspaper), journal abolitionniste fondé par William Lloyd Garrison qui avait été en activité de 1831 à 1865,.
En 1905, William Monroe Trotter participe à la fondation du Niagara Movement, précurseur de la National Association for the Advancement of Colored People (NAACP),,,.
En 1908, William Monroe Trotter reprend la direction de la National Equal Rights League qui est au bord de la faillite. Il en fait une organisation de pointe pour promouvoir les droits civiques des Afro-Américains,,,,.

### Vie privée
En 1899, il épouse Geraldine Louise Pindell qui décède de la grippe espagnole en 1918, le laissant veuf et sans enfants,.

## Archives
Les archives de William Monroe Trotter concernant son activité de journaliste sont disponibles au Howard Gotlieb Archival Research Center de l'université de Boston.

## Pour approfondir

#### Notices dans des encyclopédies et manuels de références
- (en-US) Jean Blackwell Hutson (dir.), African American Biography, vol. 4. S-Z, Detroit, Michigan, UXL, 10 décembre 1993, 823 p. (ISBN 9780810392342, lire en ligne), p. 724-727,
- (en-US) Shirelle Phelps (dir.), Contemporary Black Biography, vol. 15, Detroit, Michigan, Gale Research, 1997, 327 p. (ISBN 9780787609542, OCLC 1148592340, lire en ligne), p. 241-244. ,
- (en-US) Shelley Fisher Fishkin & David Bradley (dir.), Encyclopaedia of Civil Rights in America, vol. 3. Price, U.S. vs.--Zoot suit riots, Publisher Armonk, New York, Sharpe Reference /  Routledge, 31 octobre 1997, 1081 p. (ISBN 9780765680006, lire en ligne), p. 855-856,
- (en-US) Suzan Michele Bourgoin (dir.), Encyclopedia of World Biography, vol. 15. Studi-Visser, Detroit, Michigan, Gale Research, 2 décembre 1997, 512 p. (ISBN 9780787625559, lire en ligne), p. 306-307,
- (en-US) John A. Garraty (dir.) et Mark C. Carnes (dir.), American National Biography, vol. 21 : : Stratton - Tunney, New York, Oxford University Press, USA, 1999, 935 p. (ISBN 9780195128000, lire en ligne), p. 542-543. ,
- (en-US) Rachel Kranz & Philip J. Koslow (dir.), The Biographical Dictionary of African Americans, New York, Facts on File, 1er mai 1999, 313 p. (ISBN 9780816039043, lire en ligne), p. 231-232,
- (en-US) R. Kent Rasmussen (dir.), The African American Encyclopedia, vol. 9 : Sui-Wil, New York, M. Cavendish, 2001, 2704 p. (ISBN 9780761472179, OCLC 1408417056, lire en ligne), p. 2524-2526. ,
- (en-US) Colin A. Palmer (dir.), Encyclopedia of African-American Culture and History : The Black Experience in the Americas, vol. 5. Q-Z, Detroit, Michigan, MacMillan Reference Library, 1er décembre 2006, 2377 p. (ISBN 9780028658186, lire en ligne), p. 2206-2207,
- (en-US) John H. Moore (dir.), Encyclopedia of Race and Racism, vol. 3. S-Z,, Detroit, Michigan, MacMillan Reference Library, 1er janvier 2008, 441 p. (ISBN 9780028660233, lire en ligne), p. 166-168,
- (en-US) Paul Finkelman (dir.), Encyclopedia of African American History, 1896 to the Present : From the Age of Segregation to the Twenty-First Century, vol. 4 : O-T, New York, Oxford University Press, USA (réimpr. 2007, 2009) (1re éd. 2006), 509 p. (ISBN 9780195167795, OCLC 416601965, lire en ligne), p. 476-478. ,
- (en-US) Henry Louis Gates Jr. (dir.), African American National Biography, vol. 11. Taborn-Wheeler, New York, Oxford University Press, USA, 1er juillet 2013, 617 p. (ISBN 9780199990368, lire en ligne), p. 231-232,
- (en-US) Nikki Giovanni & Jessie Carney Smith (dir.), The Complete Encyclopedia of African American History, 3. Heroes and Heroines, Chalfont, Pennsylvanie, African American Publications, 1er janvier 2014, 737 p. (ISBN 9781578595372, lire en ligne), p. 612-616,

#### Essais et biographies
- (en-US) Stephen Russell Fox, The Guardian of Boston : William Monroe Trotter, New York, Atheneum, coll. « Studies in American Negro life » (réimpr. 1971) (1re éd. 1970), 324 p. (OCLC 77919, lire en ligne),
- (en-US) Kerri K. Greenidge, Black Radical : The Life and Times of William Monroe Trotter, Liveright, 19 novembre 2019, 432 p. (ISBN 9781631495342),

#### Articles
- (en-US) William Harrison, « Phylon Profile IX: William Monroe Trotter-Fighter », Phylon (1940-1956), vol. 7, no 3,‎ 1946, p. 236-245 (10 pages) (lire en ligne ),
- (en-US) Charles W. Puttkammer et Ruth Worthy, « William Monroe Trotter, 1872-1934 », The Journal of Negro History, vol. 43, no 4,‎ octobre 1958, p. 298-316 (19 pages) (lire en ligne ),
- (en-US) Christine A. Lunardini, « Standing Firm: William Monroe Trotter's Meetings With Woodrow Wilson, 1913-1914 », The Journal of Negro History, vol. 64, no 3,‎ été 1979, p. 244-264 (21 pages) (lire en ligne ),
- (en-US) John Vernon, « The Wickersham Commission and William Monroe Trotter », Negro History Bulletin, vol. 62, no 1,‎ janvier-mars 1999, p. 33-39 (7 pages) (lire en ligne ),
- (en-US) « Remembering William Monroe Trotter: The First and Only Black Man to Be Thrown out of the Oval Office », The Journal of Blacks in Higher Education, no 46,‎ hiver 2004-2005, p. 50-51 (2 pages) (lire en ligne )